# Henry Jaglom
Henry David Jaglom (Londra, 26 gennaio 1938) è un regista, attore, sceneggiatore, montatore e drammaturgo inglese.

## Biografia
Prima di stabilirsi a Hollywood nei primi anni '60, ha lavorato come autore e registi di teatro e cabaret. Nella Columbia Pictures ha lavorato come attore in diverse serie TV (Gidget, The Flyng Nun) e film cinematografici (Fuga da Hollywood, 1000 aquile su Kreistag, Yellow 33) negli anni '60 e '70.
Nel 1969 si avvia alla carriera di montatore per il film Easy Rider, mentre da regista e sceneggiatore esordisce nel 1971 con Un posto tranquillo, film interpretato da Tuesday Weld, Jack Nicholson e Orson Welles. Nel suo secondo film recita Dennis Hopper, mentre col terzo film Sitting Ducks - Soldi, sesso e vitamine (1980) raggiunge il successo commerciale.
Negli anni '80 ritorna sporadicamente a recitare, mentre nel 1990 dirige Eating. 
Tra gli altri suoi film più celebri vi sono Déjà Vu (1997), Last Summer in the Hampstons (1995) e Qualcuno da amare (1987).
Come drammaturgo ha scritto quattro opere teatrali eseguite a Los Angeles.
È soggetto di un documentario datato 1997 (Who Is Henry Jaglom? ), scritto e diretto da Henry Alex Rubin e Jeremy Workman.
Dopo il primo matrimonio con Patrice Townsend (1979-1983), nel 1991 si è sposato con Victoria Foyt.

## Filmografia
Regista e sceneggiatore
- Un posto tranquillo (A Safe Place) (1971)
- Tracks - Lunghi binari della follia (Tracks) (1977)
- Sitting Ducks - Soldi sesso & vitamine (Sitting Ducks) (1980)
- Can She Bake a Cherry Pie? (1983)
- Always (1985)
- Qualcuno da amare (Someone to Love) (1987)
- Le prime immagini dell'anno nuovo (New Year's Day) (1989)
- Eating (1990)
- Venice/Venice (1992)
- Babyfever (1994)
- Last Summer in the Hamptons (1995)
- Déjà Vu (1997)
- Festival in Cannes (2001)
- Going Shopping (2005)
- Hollywood Dreams (2006)
- Irene in Time (2009)
- Queen of the Lot (2010)
- Just 45 Minutes from Broadway (2012)
- The M Word (2014)